# Izolda Barudžija
Izolda Barudžija (serbisch-kyrillisch Изолда Баруджија; * 1963 in Belgrad) ist eine serbische Popsängerin.

## Leben und Wirken
Izolda studierte Journalistik und Politikwissenschaft an der Universität Belgrad.
Sie war Sängerin bei der Girlgroup Aska und nahm schon 1982 beim Eurovision Song Contest für Jugoslawien teil. Ein Jahr später war sie zusammen mit ihrer Schwester Eleonora Backgroundsängerin für Sänger Daniel, der den 4. Platz belegte. 1984 sang sie im Duett mit Vlado Kalember den Popsong Ciao Amore für Jugoslawien beim Concours Eurovision de la Chanson 1984 in Luxemburg. Sie erreichten nur den vorletzten Platz.
Barudžija zog 2001 mit ihrem Ehemann Zlatko Manojlović, einem Belgrader Gitarristen, nach Deutschland. Seither arbeitet sie als Gesangslehrerin und Chorleiterin, unter anderem in Mannheim, Düsseldorf und Bottrop. Das Paar hat einen gemeinsamen Sohn und lebt in Essen.